# Toxofal de Baixo
Toxofal de Baixo é uma aldeia da freguesia de Lourinhã.